# Olympische Jugend-Winterspiele 2020/Teilnehmer (Frankreich)
| Gelbes Symbol für Goldmedaillen mit stilisierten Olympischen Ringen | Graues Symbol für Silbermedaillen mit stilisierten Olympischen Ringen | Braundes Symbol für Bronzemedaillen mit stilisierten Olympischen Ringen |
| ------------------------------------------------------------------- | --------------------------------------------------------------------- | ----------------------------------------------------------------------- |
| 2                                                                   | 5                                                                     | 5                                                                       |

Frankreich nahm an den Olympischen Jugend-Winterspielen 2020 im Schweizerischen Lausanne mit 61 Athleten (31 Mädchen und 30 Jungen) in 13 Sportarten teil.

## Medaillen

### Medaillenspiegel
| Rang   | Sportart       | Gold | Silber | Bronze | Gesamt |
| ------ | -------------- | ---- | ------ | ------ | ------ |
| 1      | Biathlon       | 1    | 1      | 2      | 4      |
| 2      | Ski Alpin      | 1    | 1      | —      | 2      |
| 3      | Skibergsteigen | —    | 1      | 2      | 3      |
| 4      | Skispringen    | —    | 1      | 1      | 2      |
| 5      | Snowboard      | —    | 1      | —      | 1      |
| Gesamt | Gesamt         | 2    | 5      | 5      | 12     |

### Medaillengewinner
| Name/n                                                            | Sportart       | Wettkampf                  |
| ----------------------------------------------------------------- | -------------- | -------------------------- |
| Gold                                                              |                |                            |
| Auguste Aulnette                                                  | Ski Alpin      | Alpine Kombination         |
| Jeanne Richard Mathieu Garcia                                     | Biathlon       | Single Mixed-Staffel       |
| Nathan Nicoud 1                                                   | Eishockey      | 3×3 Turnier Jungen         |
| Ludmilla Bourcet 1                                                | Eishockey      | 3×3 Turnier Mädchen        |
| Silber                                                            |                |                            |
| Jeanne Richard                                                    | Biathlon       | 10 km Einzel               |
| Caitlin McFarlane                                                 | Ski Alpin      | Super-G                    |
| Joséphine Pagnier                                                 | Skispringen    | Normalschanze              |
| Margaux Herpin                                                    | Snowboard      | Snowboardcross             |
| Victoire Berger Bazil Ducouret Margot Ravinel Anselme Damevin     | Skibergsteigen | Staffel                    |
| Gabriel Valet 1                                                   | Shorttrack     | Teamstaffel                |
| Maël Halladj 1                                                    | Eishockey      | 3×3 Turnier Jungen         |
| Bronze                                                            |                |                            |
| Margot Ravinel                                                    | Skibergsteigen | Einzel                     |
| Margot Ravinel                                                    | Skibergsteigen | Sprint                     |
| Mathieu Garcia                                                    | Biathlon       | 10 km Einzel               |
| Fany Bertrand Léonie Jeannier Théo Guiraud-Poillot Mathieu Garcia | Biathlon       | Mixed-Staffel              |
| Emma Tréand Marco Heinis Joséphine Pagnier Valentin Foubert       | Skispringen    | Teamspringen Normalschanze |
| Hugo Glavez 1                                                     | Eishockey      | 3×3 Turnier Jungen         |

## Teilnehmer nach Sportarten

### Biathlon
| Athleten                                                          | Wettbewerbe          | Zeit        | Fehler      | Rang   |
| ----------------------------------------------------------------- | -------------------- | ----------- | ----------- | ------ |
| Jungen                                                            |                      |             |             |        |
| Mathieu Garcia                                                    | 7,5 km Sprint        | 20:19,4 min | 2 (0+2)     | 12     |
| Mathieu Garcia                                                    | 12 km Einzel         | 35:04,3 min | 3 (2+0+0+1) | Bronze |
| Aubin Guiraud-Poillot                                             | 7,5 km Sprint        | 22:27,1 min | 6 (5+1)     | 47     |
| Aubin Guiraud-Poillot                                             | 12 km Einzel         | 37:36,1 min | 5 (2+2+0+1) | 18     |
| Théo Guiraud-Poillot                                              | 7,5 km Sprint        | 20:18,3 min | 2 (1+1)     | 11     |
| Théo Guiraud-Poillot                                              | 12 km Einzel         | 38:32,5 min | 7 (1+1+3+2) | 31     |
| Lou Thiévent                                                      | 7,5 km Sprint        | 21:28,5 min | 4 (4+0)     | 27     |
| Lou Thiévent                                                      | 12 km Einzel         | 35:37,2 min | 3 (0+2+0+1) | 7      |
| Mädchen                                                           |                      |             |             |        |
| Chloé Bened                                                       | 6 km Sprint          | 20:13,4 min | 3 (1+2)     | 24     |
| Chloé Bened                                                       | 10 km Einzel         | 37:51,6 min | 8 (2+3+0+3) | 33     |
| Fanny Bertrand                                                    | 6 km Sprint          | 19:57,9 min | 3 (1+2)     | 17     |
| Fanny Bertrand                                                    | 10 km Einzel         | 35:27,8 min | 5 (3+0+1+1) | 11     |
| Léonie Jeannier                                                   | 6 km Sprint          | 19:26,2 min | 1 (0+1)     | 7      |
| Léonie Jeannier                                                   | 10 km Einzel         | 34:46,4 min | 4 (1+1+1+1) | 6      |
| Jeanne Richard                                                    | 6 km Sprint          | 20:44,1 min | 4 (1+3)     | 35     |
| Jeanne Richard                                                    | 10 km Einzel         | 33:30,5 min | 2 (0+0+1+1) | Silber |
| Mixed                                                             |                      |             |             |        |
| Jeanne Richard Mathieu Garcia                                     | Single Mixed-Staffel | 42:03,5 min | 0+5 0+2     | Gold   |
| Fany Bertrand Léonie Jeannier Théo Guiraud-Poillot Mathieu Garcia | Mixed-Staffel        | 1:12:23,9 h | 1+5 0+8     | Bronze |

### Bob
| Athlet         | Wettbewerb | Lauf 1      | Lauf 1 | Lauf 2      | Lauf 2 | Gesamt      | Gesamt |
| Athlet         | Wettbewerb | Zeit        | Rang   | Zeit        | Rang   | Zeit        | Rang   |
| -------------- | ---------- | ----------- | ------ | ----------- | ------ | ----------- | ------ |
| Jungen         |            |             |        |             |        |             |        |
| Nathan Besnard | Monobob    | 1:13,23 min | 4      | 1:12,07 min | 2      | 2:25,30 min | 4      |
| Mädchen        |            |             |        |             |        |             |        |
| Camila Copain  | Monobob    | 1:14,23 min | 5      | 1:13,87 min | 5      | 2:28,10 min | 5      |

### Curling
| Wettbewerb    | Mixed-Team                                                               | Mixed-Team                                                               | Mixed-Team                                                               | Mixed-Team                                                               |
| ------------- | ------------------------------------------------------------------------ | ------------------------------------------------------------------------ | ------------------------------------------------------------------------ | ------------------------------------------------------------------------ |
| Athleten      | Léo Tuaz                                                                 | Merlin Gros-Soubzmaigne                                                  | Chana Beitone                                                            | Maëlle Vergnaud                                                          |
| Vorrunde      | Großbritannien 5:9 Neuseeland 4:6 Slowenien 7:8 Türkei 6:4 Norwegen 6:11 | Großbritannien 5:9 Neuseeland 4:6 Slowenien 7:8 Türkei 6:4 Norwegen 6:11 | Großbritannien 5:9 Neuseeland 4:6 Slowenien 7:8 Türkei 6:4 Norwegen 6:11 | Großbritannien 5:9 Neuseeland 4:6 Slowenien 7:8 Türkei 6:4 Norwegen 6:11 |
| Viertelfinale | ausgeschieden                                                            | ausgeschieden                                                            | ausgeschieden                                                            | ausgeschieden                                                            |
| Halbfinale    | ausgeschieden                                                            | ausgeschieden                                                            | ausgeschieden                                                            | ausgeschieden                                                            |
| Finale        | ausgeschieden                                                            | ausgeschieden                                                            | ausgeschieden                                                            | ausgeschieden                                                            |
| Platzierung   | 23                                                                       | 23                                                                       | 23                                                                       | 23                                                                       |

Im Mixed-Doppel, kam der Partner immer aus einem anderen Land, somit spielten nur gemischte Mannschaften in diesem Wettbewerb mit.
| Athleten                           | Wettbewerb   | 1. Runde                      | 1. Runde | 2. Runde                    | 2. Runde      | 3. Runde                    | 3. Runde      | 4. Runde                    | 4. Runde      | Halbfinale                  | Halbfinale    | Finale/Platz 3                       | Finale/Platz 3 | Rang   |
| Athleten                           | Wettbewerb   | Gegner                        | Erg      | Gegner                      | Erg           | Gegner                      | Erg           | Gegner                      | Erg           | Gegner                      | Erg           | Gegner                               | Erg            | Rang   |
| ---------------------------------- | ------------ | ----------------------------- | -------- | --------------------------- | ------------- | --------------------------- | ------------- | --------------------------- | ------------- | --------------------------- | ------------- | ------------------------------------ | -------------- | ------ |
| Mixed                              |              |                               |          |                             |               |                             |               |                             |               |                             |               |                                      |                |        |
| Mina Kobayashi Leo Tuaz            | Mixed Doppel | Zuzana Pražáková Mooin Si-woo | 6:5      | Karolina Jensen Zhai Zhixin | 8:7           | Klaudia Szmidt Jamie Rankin | 9:2           | Laura Nagy Nathan Young     | 1:8           | Laura Nagy Nathan Young     | 2:6           | Platz 3: Pei Junhang Vít Chabičovský | 3:7            | 4      |
| Chana Beitone Nikolai Lyssakow     | Mixed Doppel | Lauren Rajala Bine Sever      | 10:9     | Zoe Antes Kristóf Szarvas   | 8:2           | Anna Lasmane William Becker | 10:5          | Monika Wosińska Zhang Likun | 14:4          | Pei Junhang Vít Chabičovský | 10:5          | Laura Nagy Nathan Young              | 5:9            | Silber |
| Zoe Harman Merlin Gros-Soubzmaigne | Mixed Doppel | Monika Wosińska Zhang Likun   | 2:8      | ausgeschieden               | ausgeschieden | ausgeschieden               | ausgeschieden | ausgeschieden               | ausgeschieden | ausgeschieden               | ausgeschieden | ausgeschieden                        | ausgeschieden  | 25     |
| Maelle Vergnaud Grunde Buraas      | Mixed Doppel | Kim Sutor Charlie Thompson    | 7:5      | Emily Deschenes Oriol Gastó | 8:2           | Ērika Bitmete Takumi Maeda  | 9:8           | Pei Junhang Vít Chabičovský | 3:7           | ausgeschieden               | ausgeschieden | ausgeschieden                        | ausgeschieden  | 5      |

### Eishockey
Im 3×3 Eishockey spielten die Athleten in gemischten Mannschaften.
| Mannschaft   | Athleten | Vorrunde       | Vorrunde  | Halbfinale     | Halbfinale    | Finale/Spiel um Bronze          | Finale/Spiel um Bronze | Rang   |
| Mannschaft   | Athleten | Gegner         | Ergebnis  | Gegner         | Ergebnis      | Gegner                          | Ergebnis               | Rang   |
| ------------ | --- | -------------- | --------- | -------------- | ------------- | ------------------------------- | ---------------------- | ------ |
| Jungen       | |                |           |                |               |                                 |                        |        |
| _ Team Braun | Luka Banek Sai Lake Hugo Galvez Elvis Hsu Axel Ruski-Jones Marlon D’Acunto Erik Potšinok Evan Nauth Artur Seniut Matyáš Šapovaliv Milán Ivády Rastislav Eliáš Sebastian Aarsund                                | _ Team Schwarz | 13:11     | _ Team Rot     | 7:9           | Spiel um Bronze: _ Team Schwarz | 6:5                    | Bronze |
| _ Team Braun | Luka Banek Sai Lake Hugo Galvez Elvis Hsu Axel Ruski-Jones Marlon D’Acunto Erik Potšinok Evan Nauth Artur Seniut Matyáš Šapovaliv Milán Ivády Rastislav Eliáš Sebastian Aarsund                                | _ Team Grün    | 6:8       | _ Team Rot     | 7:9           | Spiel um Bronze: _ Team Schwarz | 6:5                    | Bronze |
| _ Team Braun | Luka Banek Sai Lake Hugo Galvez Elvis Hsu Axel Ruski-Jones Marlon D’Acunto Erik Potšinok Evan Nauth Artur Seniut Matyáš Šapovaliv Milán Ivády Rastislav Eliáš Sebastian Aarsund                                | _ Team Grau    | 16:6      | _ Team Rot     | 7:9           | Spiel um Bronze: _ Team Schwarz | 6:5                    | Bronze |
| _ Team Braun | Luka Banek Sai Lake Hugo Galvez Elvis Hsu Axel Ruski-Jones Marlon D’Acunto Erik Potšinok Evan Nauth Artur Seniut Matyáš Šapovaliv Milán Ivády Rastislav Eliáš Sebastian Aarsund                                | _ Team Orange  | 14:10     | _ Team Rot     | 7:9           | Spiel um Bronze: _ Team Schwarz | 6:5                    | Bronze |
| _ Team Braun | Luka Banek Sai Lake Hugo Galvez Elvis Hsu Axel Ruski-Jones Marlon D’Acunto Erik Potšinok Evan Nauth Artur Seniut Matyáš Šapovaliv Milán Ivády Rastislav Eliáš Sebastian Aarsund                                | _ Team Rot     | 5:11      | _ Team Rot     | 7:9           | Spiel um Bronze: _ Team Schwarz | 6:5                    | Bronze |
| _ Team Braun | Luka Banek Sai Lake Hugo Galvez Elvis Hsu Axel Ruski-Jones Marlon D’Acunto Erik Potšinok Evan Nauth Artur Seniut Matyáš Šapovaliv Milán Ivády Rastislav Eliáš Sebastian Aarsund                                | _ Team Blau    | 14:2      | _ Team Rot     | 7:9           | Spiel um Bronze: _ Team Schwarz | 6:5                    | Bronze |
| _ Team Braun | Luka Banek Sai Lake Hugo Galvez Elvis Hsu Axel Ruski-Jones Marlon D’Acunto Erik Potšinok Evan Nauth Artur Seniut Matyáš Šapovaliv Milán Ivády Rastislav Eliáš Sebastian Aarsund                                | _ Team Gelb    | 8:6       | _ Team Rot     | 7:9           | Spiel um Bronze: _ Team Schwarz | 6:5                    | Bronze |
| _ Team Gelb  | Tibo Van Reeth Csongor Antal Yassin Soubra Tommaso Madaschi David Guilabert Ryan Kolgen Miha Beričič Andrej Muraschko Oskar Bakkevig Šimon Slavíček Daniel Valencia Loris Uberti Lukas Heuberger               | _ Team Grün    | 5:10      | ausgeschieden  | ausgeschieden | ausgeschieden                   | ausgeschieden          | 7      |
| _ Team Gelb  | Tibo Van Reeth Csongor Antal Yassin Soubra Tommaso Madaschi David Guilabert Ryan Kolgen Miha Beričič Andrej Muraschko Oskar Bakkevig Šimon Slavíček Daniel Valencia Loris Uberti Lukas Heuberger               | _ Team Grau    | 8:11      | ausgeschieden  | ausgeschieden | ausgeschieden                   | ausgeschieden          | 7      |
| _ Team Gelb  | Tibo Van Reeth Csongor Antal Yassin Soubra Tommaso Madaschi David Guilabert Ryan Kolgen Miha Beričič Andrej Muraschko Oskar Bakkevig Šimon Slavíček Daniel Valencia Loris Uberti Lukas Heuberger               | _ Team Orange  | 9:4       | ausgeschieden  | ausgeschieden | ausgeschieden                   | ausgeschieden          | 7      |
| _ Team Gelb  | Tibo Van Reeth Csongor Antal Yassin Soubra Tommaso Madaschi David Guilabert Ryan Kolgen Miha Beričič Andrej Muraschko Oskar Bakkevig Šimon Slavíček Daniel Valencia Loris Uberti Lukas Heuberger               | _ Team Schwarz | 7:19      | ausgeschieden  | ausgeschieden | ausgeschieden                   | ausgeschieden          | 7      |
| _ Team Gelb  | Tibo Van Reeth Csongor Antal Yassin Soubra Tommaso Madaschi David Guilabert Ryan Kolgen Miha Beričič Andrej Muraschko Oskar Bakkevig Šimon Slavíček Daniel Valencia Loris Uberti Lukas Heuberger               | _ Team Blau    | 13:8      | ausgeschieden  | ausgeschieden | ausgeschieden                   | ausgeschieden          | 7      |
| _ Team Gelb  | Tibo Van Reeth Csongor Antal Yassin Soubra Tommaso Madaschi David Guilabert Ryan Kolgen Miha Beričič Andrej Muraschko Oskar Bakkevig Šimon Slavíček Daniel Valencia Loris Uberti Lukas Heuberger               | _ Team Rot     | 13:15     | ausgeschieden  | ausgeschieden | ausgeschieden                   | ausgeschieden          | 7      |
| _ Team Gelb  | Tibo Van Reeth Csongor Antal Yassin Soubra Tommaso Madaschi David Guilabert Ryan Kolgen Miha Beričič Andrej Muraschko Oskar Bakkevig Šimon Slavíček Daniel Valencia Loris Uberti Lukas Heuberger               | _ Team Braun   | 6:8       | ausgeschieden  | ausgeschieden | ausgeschieden                   | ausgeschieden          | 7      |
| _ Team Grün  | Nicolas Elgas Artjom Pronitschkin Nathan Nicoud Wolodymyr Troschkin Pablo González Maks Perčič Yam Yau Alessandro Segafredo Illja Korsun Marek Potšinok Patrik Dalen Levente Hegedűs Štěpán Maleček            | _ Team Gelb    | 10:5      | _ Team Schwarz | 7:3           | _ Team Rot                      | 10:4                   | Gold   |
| _ Team Grün  | Nicolas Elgas Artjom Pronitschkin Nathan Nicoud Wolodymyr Troschkin Pablo González Maks Perčič Yam Yau Alessandro Segafredo Illja Korsun Marek Potšinok Patrik Dalen Levente Hegedűs Štěpán Maleček            | _ Team Braun   | 8:6       | _ Team Schwarz | 7:3           | _ Team Rot                      | 10:4                   | Gold   |
| _ Team Grün  | Nicolas Elgas Artjom Pronitschkin Nathan Nicoud Wolodymyr Troschkin Pablo González Maks Perčič Yam Yau Alessandro Segafredo Illja Korsun Marek Potšinok Patrik Dalen Levente Hegedűs Štěpán Maleček            | _ Team Rot     | 9:8 n. V. | _ Team Schwarz | 7:3           | _ Team Rot                      | 10:4                   | Gold   |
| _ Team Grün  | Nicolas Elgas Artjom Pronitschkin Nathan Nicoud Wolodymyr Troschkin Pablo González Maks Perčič Yam Yau Alessandro Segafredo Illja Korsun Marek Potšinok Patrik Dalen Levente Hegedűs Štěpán Maleček            | _ Team Blau    | 11:6      | _ Team Schwarz | 7:3           | _ Team Rot                      | 10:4                   | Gold   |
| _ Team Grün  | Nicolas Elgas Artjom Pronitschkin Nathan Nicoud Wolodymyr Troschkin Pablo González Maks Perčič Yam Yau Alessandro Segafredo Illja Korsun Marek Potšinok Patrik Dalen Levente Hegedűs Štěpán Maleček            | _ Team Grau    | 14:6      | _ Team Schwarz | 7:3           | _ Team Rot                      | 10:4                   | Gold   |
| _ Team Grün  | Nicolas Elgas Artjom Pronitschkin Nathan Nicoud Wolodymyr Troschkin Pablo González Maks Perčič Yam Yau Alessandro Segafredo Illja Korsun Marek Potšinok Patrik Dalen Levente Hegedűs Štěpán Maleček            | _ Team Orange  | 8:6       | _ Team Schwarz | 7:3           | _ Team Rot                      | 10:4                   | Gold   |
| _ Team Grün  | Nicolas Elgas Artjom Pronitschkin Nathan Nicoud Wolodymyr Troschkin Pablo González Maks Perčič Yam Yau Alessandro Segafredo Illja Korsun Marek Potšinok Patrik Dalen Levente Hegedűs Štěpán Maleček            | _ Team Schwarz | 4:6       | _ Team Schwarz | 7:3           | _ Team Rot                      | 10:4                   | Gold   |
| _ Team Rot   | Juho Lukkari Denys Pasko Lin Wei-yu Aleks Menc Matija Dinić Peter Repčík Mackenzie Stewart Dylan Wesseling Tjaš Lesničar Sander Salvær Jan Hornecker Matthias Bittner Maël Halladj                             | _ Team Orange  | 6:8       | _ Team Braun   | 9:7           | _ Team Grün                     | 4:10                   | Silber |
| _ Team Rot   | Juho Lukkari Denys Pasko Lin Wei-yu Aleks Menc Matija Dinić Peter Repčík Mackenzie Stewart Dylan Wesseling Tjaš Lesničar Sander Salvær Jan Hornecker Matthias Bittner Maël Halladj                             | _ Team Schwarz | 12:9      | _ Team Braun   | 9:7           | _ Team Grün                     | 4:10                   | Silber |
| _ Team Rot   | Juho Lukkari Denys Pasko Lin Wei-yu Aleks Menc Matija Dinić Peter Repčík Mackenzie Stewart Dylan Wesseling Tjaš Lesničar Sander Salvær Jan Hornecker Matthias Bittner Maël Halladj                             | _ Team Grün    | 8:9 n. V. | _ Team Braun   | 9:7           | _ Team Grün                     | 4:10                   | Silber |
| _ Team Rot   | Juho Lukkari Denys Pasko Lin Wei-yu Aleks Menc Matija Dinić Peter Repčík Mackenzie Stewart Dylan Wesseling Tjaš Lesničar Sander Salvær Jan Hornecker Matthias Bittner Maël Halladj                             | _ Team Grau    | 9:13      | _ Team Braun   | 9:7           | _ Team Grün                     | 4:10                   | Silber |
| _ Team Rot   | Juho Lukkari Denys Pasko Lin Wei-yu Aleks Menc Matija Dinić Peter Repčík Mackenzie Stewart Dylan Wesseling Tjaš Lesničar Sander Salvær Jan Hornecker Matthias Bittner Maël Halladj                             | _ Team Braun   | 11:5      | _ Team Braun   | 9:7           | _ Team Grün                     | 4:10                   | Silber |
| _ Team Rot   | Juho Lukkari Denys Pasko Lin Wei-yu Aleks Menc Matija Dinić Peter Repčík Mackenzie Stewart Dylan Wesseling Tjaš Lesničar Sander Salvær Jan Hornecker Matthias Bittner Maël Halladj                             | _ Team Gelb    | 15:13     | _ Team Braun   | 9:7           | _ Team Grün                     | 4:10                   | Silber |
| _ Team Rot   | Juho Lukkari Denys Pasko Lin Wei-yu Aleks Menc Matija Dinić Peter Repčík Mackenzie Stewart Dylan Wesseling Tjaš Lesničar Sander Salvær Jan Hornecker Matthias Bittner Maël Halladj                             | _ Team Blau    | 18:11     | _ Team Braun   | 9:7           | _ Team Grün                     | 4:10                   | Silber |
| Mädchen      | |                |           |                |               |                                 |                        |        |
| _ Team Braun | Arwen Nylaander Julia Termens Nausikäa Clement Ximena González Riko Matsumoto Roos Karst Celine Mayer Alicja Sowa Barbora Bartáková Marja Linzbichler Tallulah Bryant Ivana Latková Daniella Lauritzen Pizarro | _ Team Schwarz | 13:11     | _ Team Schwarz | 7:11          | Spiel um Bronze: _ Team Blau    | 4:6                    | 4      |
| _ Team Braun | Arwen Nylaander Julia Termens Nausikäa Clement Ximena González Riko Matsumoto Roos Karst Celine Mayer Alicja Sowa Barbora Bartáková Marja Linzbichler Tallulah Bryant Ivana Latková Daniella Lauritzen Pizarro | _ Team Grün    | 6:8       | _ Team Schwarz | 7:11          | Spiel um Bronze: _ Team Blau    | 4:6                    | 4      |
| _ Team Braun | Arwen Nylaander Julia Termens Nausikäa Clement Ximena González Riko Matsumoto Roos Karst Celine Mayer Alicja Sowa Barbora Bartáková Marja Linzbichler Tallulah Bryant Ivana Latková Daniella Lauritzen Pizarro | _ Team Grau    | 16:6      | _ Team Schwarz | 7:11          | Spiel um Bronze: _ Team Blau    | 4:6                    | 4      |
| _ Team Braun | Arwen Nylaander Julia Termens Nausikäa Clement Ximena González Riko Matsumoto Roos Karst Celine Mayer Alicja Sowa Barbora Bartáková Marja Linzbichler Tallulah Bryant Ivana Latková Daniella Lauritzen Pizarro | _ Team Orange  | 14:10     | _ Team Schwarz | 7:11          | Spiel um Bronze: _ Team Blau    | 4:6                    | 4      |
| _ Team Braun | Arwen Nylaander Julia Termens Nausikäa Clement Ximena González Riko Matsumoto Roos Karst Celine Mayer Alicja Sowa Barbora Bartáková Marja Linzbichler Tallulah Bryant Ivana Latková Daniella Lauritzen Pizarro | _ Team Rot     | 5:11      | _ Team Schwarz | 7:11          | Spiel um Bronze: _ Team Blau    | 4:6                    | 4      |
| _ Team Braun | Arwen Nylaander Julia Termens Nausikäa Clement Ximena González Riko Matsumoto Roos Karst Celine Mayer Alicja Sowa Barbora Bartáková Marja Linzbichler Tallulah Bryant Ivana Latková Daniella Lauritzen Pizarro | _ Team Blau    | 14:2      | _ Team Schwarz | 7:11          | Spiel um Bronze: _ Team Blau    | 4:6                    | 4      |
| _ Team Braun | Arwen Nylaander Julia Termens Nausikäa Clement Ximena González Riko Matsumoto Roos Karst Celine Mayer Alicja Sowa Barbora Bartáková Marja Linzbichler Tallulah Bryant Ivana Latková Daniella Lauritzen Pizarro | _ Team Gelb    | 8:6       | _ Team Schwarz | 7:11          | Spiel um Bronze: _ Team Blau    | 4:6                    | 4      |
| _ Team Gelb  | Anke Steeno Eva Aizpurua Ludmilla Bourcet Elisa Innocenti Katya Blong Iris van Houten Zuzana Trnková Luisa Wilson Shin Seo-yoon Leonie Böttcher Nora Pollestad Nubya Aeschlimann Magdalena Luggin              | _ Team Grün    | 5:10      | _ Team Blau    | 7:5           | _ Team Schwarz                  | 6:1                    | Gold   |
| _ Team Gelb  | Anke Steeno Eva Aizpurua Ludmilla Bourcet Elisa Innocenti Katya Blong Iris van Houten Zuzana Trnková Luisa Wilson Shin Seo-yoon Leonie Böttcher Nora Pollestad Nubya Aeschlimann Magdalena Luggin              | _ Team Grau    | 8:11      | _ Team Blau    | 7:5           | _ Team Schwarz                  | 6:1                    | Gold   |
| _ Team Gelb  | Anke Steeno Eva Aizpurua Ludmilla Bourcet Elisa Innocenti Katya Blong Iris van Houten Zuzana Trnková Luisa Wilson Shin Seo-yoon Leonie Böttcher Nora Pollestad Nubya Aeschlimann Magdalena Luggin              | _ Team Orange  | 9:4       | _ Team Blau    | 7:5           | _ Team Schwarz                  | 6:1                    | Gold   |
| _ Team Gelb  | Anke Steeno Eva Aizpurua Ludmilla Bourcet Elisa Innocenti Katya Blong Iris van Houten Zuzana Trnková Luisa Wilson Shin Seo-yoon Leonie Böttcher Nora Pollestad Nubya Aeschlimann Magdalena Luggin              | _ Team Schwarz | 7:19      | _ Team Blau    | 7:5           | _ Team Schwarz                  | 6:1                    | Gold   |
| _ Team Gelb  | Anke Steeno Eva Aizpurua Ludmilla Bourcet Elisa Innocenti Katya Blong Iris van Houten Zuzana Trnková Luisa Wilson Shin Seo-yoon Leonie Böttcher Nora Pollestad Nubya Aeschlimann Magdalena Luggin              | _ Team Blau    | 13:8      | _ Team Blau    | 7:5           | _ Team Schwarz                  | 6:1                    | Gold   |
| _ Team Gelb  | Anke Steeno Eva Aizpurua Ludmilla Bourcet Elisa Innocenti Katya Blong Iris van Houten Zuzana Trnková Luisa Wilson Shin Seo-yoon Leonie Böttcher Nora Pollestad Nubya Aeschlimann Magdalena Luggin              | _ Team Rot     | 13:15     | _ Team Blau    | 7:5           | _ Team Schwarz                  | 6:1                    | Gold   |
| _ Team Gelb  | Anke Steeno Eva Aizpurua Ludmilla Bourcet Elisa Innocenti Katya Blong Iris van Houten Zuzana Trnková Luisa Wilson Shin Seo-yoon Leonie Böttcher Nora Pollestad Nubya Aeschlimann Magdalena Luggin              | _ Team Braun   | 6:8       | _ Team Blau    | 7:5           | _ Team Schwarz                  | 6:1                    | Gold   |
| _ Team Grün  | Melanie Hernández Annie Sommer Huang Chun-lin Delfina Fattore Chanel Hofverberg Emma Donovalová Agata Muraro Ruka Kiyokawa Jessie Taylor Lisa Schröfl Kang Si-hyun Barbora Dalecká Fruzsina Szabó              | _ Team Gelb    | 10:5      | ausgeschieden  | ausgeschieden | ausgeschieden                   | ausgeschieden          | 5      |
| _ Team Grün  | Melanie Hernández Annie Sommer Huang Chun-lin Delfina Fattore Chanel Hofverberg Emma Donovalová Agata Muraro Ruka Kiyokawa Jessie Taylor Lisa Schröfl Kang Si-hyun Barbora Dalecká Fruzsina Szabó              | _ Team Braun   | 8:6       | ausgeschieden  | ausgeschieden | ausgeschieden                   | ausgeschieden          | 5      |
| _ Team Grün  | Melanie Hernández Annie Sommer Huang Chun-lin Delfina Fattore Chanel Hofverberg Emma Donovalová Agata Muraro Ruka Kiyokawa Jessie Taylor Lisa Schröfl Kang Si-hyun Barbora Dalecká Fruzsina Szabó              | _ Team Rot     | 9:8 n. V. | ausgeschieden  | ausgeschieden | ausgeschieden                   | ausgeschieden          | 5      |
| _ Team Grün  | Melanie Hernández Annie Sommer Huang Chun-lin Delfina Fattore Chanel Hofverberg Emma Donovalová Agata Muraro Ruka Kiyokawa Jessie Taylor Lisa Schröfl Kang Si-hyun Barbora Dalecká Fruzsina Szabó              | _ Team Blau    | 11:6      | ausgeschieden  | ausgeschieden | ausgeschieden                   | ausgeschieden          | 5      |
| _ Team Grün  | Melanie Hernández Annie Sommer Huang Chun-lin Delfina Fattore Chanel Hofverberg Emma Donovalová Agata Muraro Ruka Kiyokawa Jessie Taylor Lisa Schröfl Kang Si-hyun Barbora Dalecká Fruzsina Szabó              | _ Team Grau    | 14:6      | ausgeschieden  | ausgeschieden | ausgeschieden                   | ausgeschieden          | 5      |
| _ Team Grün  | Melanie Hernández Annie Sommer Huang Chun-lin Delfina Fattore Chanel Hofverberg Emma Donovalová Agata Muraro Ruka Kiyokawa Jessie Taylor Lisa Schröfl Kang Si-hyun Barbora Dalecká Fruzsina Szabó              | _ Team Orange  | 8:6       | ausgeschieden  | ausgeschieden | ausgeschieden                   | ausgeschieden          | 5      |
| _ Team Grün  | Melanie Hernández Annie Sommer Huang Chun-lin Delfina Fattore Chanel Hofverberg Emma Donovalová Agata Muraro Ruka Kiyokawa Jessie Taylor Lisa Schröfl Kang Si-hyun Barbora Dalecká Fruzsina Szabó              | _ Team Schwarz | 4:6       | ausgeschieden  | ausgeschieden | ausgeschieden                   | ausgeschieden          | 5      |
| _ Team Rot   | Sonia David Valeria Ansoleaga Kao Wei-ting Nie Xinrui Abby Rowbotham Zoé Mächler Mila Lutteral Barbora Kapičáková Alina Itschajewa Bea Storesund Andrea Trnková Felicity Luby Anita Origlio                    | _ Team Orange  | 6:8       | ausgeschieden  | ausgeschieden | ausgeschieden                   | ausgeschieden          | 7      |
| _ Team Rot   | Sonia David Valeria Ansoleaga Kao Wei-ting Nie Xinrui Abby Rowbotham Zoé Mächler Mila Lutteral Barbora Kapičáková Alina Itschajewa Bea Storesund Andrea Trnková Felicity Luby Anita Origlio                    | _ Team Schwarz | 12:9      | ausgeschieden  | ausgeschieden | ausgeschieden                   | ausgeschieden          | 7      |
| _ Team Rot   | Sonia David Valeria Ansoleaga Kao Wei-ting Nie Xinrui Abby Rowbotham Zoé Mächler Mila Lutteral Barbora Kapičáková Alina Itschajewa Bea Storesund Andrea Trnková Felicity Luby Anita Origlio                    | _ Team Grün    | 9:8 n. V. | ausgeschieden  | ausgeschieden | ausgeschieden                   | ausgeschieden          | 7      |
| _ Team Rot   | Sonia David Valeria Ansoleaga Kao Wei-ting Nie Xinrui Abby Rowbotham Zoé Mächler Mila Lutteral Barbora Kapičáková Alina Itschajewa Bea Storesund Andrea Trnková Felicity Luby Anita Origlio                    | _ Team Grau    | 9:13      | ausgeschieden  | ausgeschieden | ausgeschieden                   | ausgeschieden          | 7      |
| _ Team Rot   | Sonia David Valeria Ansoleaga Kao Wei-ting Nie Xinrui Abby Rowbotham Zoé Mächler Mila Lutteral Barbora Kapičáková Alina Itschajewa Bea Storesund Andrea Trnková Felicity Luby Anita Origlio                    | _ Team Braun   | 11:5      | ausgeschieden  | ausgeschieden | ausgeschieden                   | ausgeschieden          | 7      |
| _ Team Rot   | Sonia David Valeria Ansoleaga Kao Wei-ting Nie Xinrui Abby Rowbotham Zoé Mächler Mila Lutteral Barbora Kapičáková Alina Itschajewa Bea Storesund Andrea Trnková Felicity Luby Anita Origlio                    | _ Team Gelb    | 15:13     | ausgeschieden  | ausgeschieden | ausgeschieden                   | ausgeschieden          | 7      |
| _ Team Rot   | Sonia David Valeria Ansoleaga Kao Wei-ting Nie Xinrui Abby Rowbotham Zoé Mächler Mila Lutteral Barbora Kapičáková Alina Itschajewa Bea Storesund Andrea Trnková Felicity Luby Anita Origlio                    | _ Team Blau    | 18:11     | ausgeschieden  | ausgeschieden | ausgeschieden                   | ausgeschieden          | 7      |

### Eiskunstlauf
| Athleten                          | Wettbewerbe | Kurzprogramm/-tanz | Kurzprogramm/-tanz | Kür/Kürtanz | Kür/Kürtanz | Gesamt | Gesamt |
| Athleten                          | Wettbewerbe | Punkte             | Rang               | Punkte      | Rang        | Punkte | Rang   |
| --------------------------------- | ----------- | ------------------ | ------------------ | ----------- | ----------- | ------ | ------ |
| Jungen                            |             |                    |                    |             |             |        |        |
| François Pitot                    | Einzel      | 53,02              | 11                 | 101,02      | 12          | 154,04 | 13     |
| Mädchen                           |             |                    |                    |             |             |        |        |
| Maïa Mazzara                      | Einzel      | 59,48              | 8                  | 106,68      | 9           | 166,16 | 9      |
| Mixed                             |             |                    |                    |             |             |        |        |
| Célina Fradji Jean-Hans Fourneaux | Eistanz     | 49,11              | 9                  | 72,13       | 10          | 121,24 | 10     |

| Athleten | Wettbewerb     | Jungen Einzel | Jungen Einzel | Mädchen Einzel | Mädchen Einzel | Paarlauf | Paarlauf | Eistanz | Eistanz  | Gesamt   | Gesamt |
| Athleten | Wettbewerb     | Punkte        | Teampkt.      | Punkte         | Teampkt.       | Punkte   | Teampkt. | Punkte  | Teampkt. | Teampkt. | Rang   |
| --- | -------------- | ------------- | ------------- | -------------- | -------------- | -------- | -------- | ------- | -------- | -------- | ------ |
| Mixed |                |               |               |                |                |          |          |         |          |          |        |
| Team Discovery Nikolaj Memola Catherine Carle Dmitri Rylow / Apollinarija Panfilowa Célina Fradji / Jean-Hans Fourneaux | Teamwettbewerb | 112,27        | 4             | 91,22          | 1              | 126,49   | 8        | 75,86   | 2        | 15       | 6      |
| Team Hope Liam Kapeikis Maïa Mazzara Letizia Roscher / Luis Schuster Miku Makita / Tyler Gunara                         | Teamwettbewerb | 117,28        | 5             | 103,36         | 5              | 78,28    | 1        | 89,87   | 4        | 15       | 8      |

### Freestyle-Skiing
| Athleten                | Wettbewerbe | Qualifikation | Qualifikation | Finale        | Finale        | Rang |
| Athleten                | Wettbewerbe | Punkte        | Rang          | Punkte        | Rang          | Rang |
| ----------------------- | ----------- | ------------- | ------------- | ------------- | ------------- | ---- |
| Jungen                  |             |               |               |               |               |      |
| Kaditane Gomis          | Big Air     | 49,25         | 22            | ausgeschieden | ausgeschieden | 22   |
| Kaditane Gomis          | Slopestyle  | 14,33         | 25            | ausgeschieden | ausgeschieden | 25   |
| Mädchen                 |             |               |               |               |               |      |
| Ivana Mermillod-Blondin | Big Air     | 67,00         | 8             | DNS           | DNS           | DNS  |
| Ivana Mermillod-Blondin | Slopestyle  | DNS           | DNS           | DNS           | DNS           | DNS  |
| Jade Michaud            | Big Air     | 75,33         | 5             | 125,00        | 6             | 6    |
| Jade Michaud            | Slopestyle  | 63,75         | 7             | 81,25         | 5             | 5    |

| Athleten      | Wettbewerbe | Vorrunde | Halbfinale    | Finale            | Rang |
| Athleten      | Wettbewerbe | Rang     | Rang          | Rang              | Rang |
| ------------- | ----------- | -------- | ------------- | ----------------- | ---- |
| Jungen        |             |          |               |                   |      |
| Tom Barnoin   | Skicross    | 6        | ausgeschieden | ausgeschieden     | 12   |
| Mädchen       |             |          |               |                   |      |
| Sandy Bremond | Skicross    | DNS      | DNS           | DNS               | DNS  |
| Léa Hudry     | Skicross    | 3        | 3             | Kleines Finale: 2 | 6    |

### Nordische Kombination
| Athleten                                                                            | Wettbewerb                          | Skispringen | Skispringen | Skispringen | Langlauf    | Langlauf | Rang |
| Athleten                                                                            | Wettbewerb                          | Weite       | Punkte      | Rang        | Zeit        | Rang     | Rang |
| ----------------------------------------------------------------------------------- | ----------------------------------- | ----------- | ----------- | ----------- | ----------- | -------- | ---- |
| Jungen                                                                              |                                     |             |             |             |             |          |      |
| Mattéo Baud                                                                         | Normalschanze / 6 km                | 84,0 m      | 114,7       | 5           | 15:17,3 min | 4        | 4    |
| Marco Heinis                                                                        | Normalschanze / 6 km                | 84,0 m      | 114,6       | 6           | 16:00,3 min | 11       | 11   |
| Mädchen                                                                             |                                     |             |             |             |             |          |      |
| Emma Tréand                                                                         | Normalschanze / 4 km                | 72,0 m      | 94,1        | 12          | 14:13,1 min | 13       | 13   |
| Maëla Didier                                                                        | Normalschanze / 4 km                | 58,5 m      | 63,6        | 22          | 15:37,6     | 21       | 21   |
| Mixed                                                                               |                                     |             |             |             |             |          |      |
| Emma Tréand Mattéo Baud Joséphine Pagnier Valentin Foubert Julie Pierrel Luc Primet | Staffel, Normalschanze / 4 × 3,3 km | 306,5 m     | 447,0       | 4           | 30:59,7 min | 4        | 4    |

### Shorttrack
| Athlet                                                        | Wettbewerb  | Vorlauf      | Vorlauf | Viertelfinale | Viertelfinale | Halbfinale    | Halbfinale    | Finale        | Finale        | Rang   |
| Athlet                                                        | Wettbewerb  | Zeit         | Rang    | Zeit          | Rang          | Zeit          | Rang          | Zeit          | Rang          | Rang   |
| ------------------------------------------------------------- | ----------- | ------------ | ------- | ------------- | ------------- | ------------- | ------------- | ------------- | ------------- | ------ |
| Jungen                                                        |             |              |         |               |               |               |               |               |               |        |
| Gabriel Volet                                                 | 500 m       | 42,812 s     | 2       | 43,583 s      | 3             | ausgeschieden | ausgeschieden | ausgeschieden | ausgeschieden | 11     |
| Gabriel Volet                                                 | 1000 m      | 1:33,083 min | 3       | ausgeschieden | ausgeschieden | ausgeschieden | ausgeschieden | ausgeschieden | ausgeschieden | 20     |
| Mädchen                                                       |             |              |         |               |               |               |               |               |               |        |
| Chloé Ollivier                                                | 500 m       | 46,046 s     | 2       | 45,624 s      | 4             | ausgeschieden | ausgeschieden | ausgeschieden | ausgeschieden | 13     |
| Chloé Ollivier                                                | 1000 m      | 1:38,981 min | 3       | ausgeschieden | ausgeschieden | ausgeschieden | ausgeschieden | ausgeschieden | ausgeschieden | 19     |
| Mixed                                                         |             |              |         |               |               |               |               |               |               |        |
| Team G Julija Beresnewa Chang Hui Jang Sung-woo Gabriel Volet | Teamstaffel | –            | –       | –             | –             | 4:11,042 min  | 1             | 4:12,972 min  | 2             | Silber |

### Ski Alpin
| Athleten          | Wettbewerbe  | 1. Lauf     | 1. Lauf | 2. Lauf     | 2. Lauf | Gesamt      | Gesamt |
| Athleten          | Wettbewerbe  | Zeit        | Rang    | Zeit        | Rang    | Zeit        | Rang   |
| ----------------- | ------------ | ----------- | ------- | ----------- | ------- | ----------- | ------ |
| Jungen            |              |             |         |             |         |             |        |
| Auguste Aulnette  | Riesenslalom | DNF         | DNF     | DNF         | DNF     | DNF         | DNF    |
| Auguste Aulnette  | Slalom       | DSQ         | DSQ     | DSQ         | DSQ     | DSQ         | DSQ    |
| Auguste Aulnette  | Super-G      | –           | –       | –           | –       | 55,27 s     | 9      |
| Auguste Aulnette  | Kombination  | 55,27 s     | 9       | 33,14 s     | 1       | 1:28,41 min | Gold   |
| Victor Bessière   | Riesenslalom | 1:04,82 min | 9       | 1:05,54 min | 13      | 2:10,36 min | 12     |
| Victor Bessière   | Slalom       | DNF         | DNF     | DNF         | DNF     | DNF         | DNF    |
| Victor Bessière   | Super-G      | –           | –       | –           | –       | 54,80 s     | 4      |
| Victor Bessière   | Kombination  | 54,80 s     | 4       | 34,53 s     | 11      | 1:29,33 min | 6      |
| Baptiste Sambuis  | Riesenslalom | 1:04,84 min | 10      | 1:04,42 min | 5       | 2:09,26 min | 7      |
| Baptiste Sambuis  | Slalom       | 37,38 s     | 5       | 40,74 s     | 8       | 1:18,12 min | 8      |
| Baptiste Sambuis  | Super-G      | –           | –       | –           | –       | 55,44 s     | 13     |
| Baptiste Sambuis  | Kombination  | 55,44 s     | 13      | 34,04 s     | 6       | 1:29,48 min | 7      |
| Mädchen           |              |             |         |             |         |             |        |
| Alizée Dahon      | Riesenslalom | 1:08,31 min | 26      | DNF         | DNF     | DNF         | DNF    |
| Alizée Dahon      | Slalom       | 48,40 s     | 22      | 45,24 s     | 9       | 1:33,64 min | 14     |
| Alizée Dahon      | Super-G      | –           | –       | –           | –       | DNF         | DNF    |
| Alizée Dahon      | Kombination  | DNF         | DNF     | DNF         | DNF     | DNF         | DNF    |
| Caitlin McFarlane | Riesenslalom | 1:05,48 min | 3       | 1:03,78 min | 5       | 2:09,26 min | 5      |
| Caitlin McFarlane | Slalom       | DNF         | DNF     | DNF         | DNF     | DNF         | DNF    |
| Caitlin McFarlane | Super-G      | –           | –       | –           | –       | 56,35 s     | Silber |
| Caitlin McFarlane | Kombination  | 56,35 s     | 2       | DNF         | DNF     | DNF         | DNF    |
| Chiara Pogneaux   | Riesenslalom | 1:06,84 min | 14      | 1:04,81 min | 14      | 2:11,65 min | 12     |
| Chiara Pogneaux   | Slalom       | 46,53 s     | 12      | 45,64 s     | 12      | 1:32,17 min | 11     |
| Chiara Pogneaux   | Super-G      | –           | –       | –           | –       | 58,72 s     | 27     |
| Chiara Pogneaux   | Kombination  | 58,72 s     | 27      | 38,64 s     | 13      | 1:37,36 min | 16     |

| Athleten                           | Wettbewerbe    | Achtelfinale | Achtelfinale | Viertelfinale      | Viertelfinale | Halbfinale | Halbfinale | Finale/Platz 3 | Finale/Platz 3 | Rang |
| Athleten                           | Wettbewerbe    | Gegner       | Ergebnis     | Gegner             | Ergebnis      | Gegner     | Ergebnis   | Gegner         | Ergebnis       | Rang |
| ---------------------------------- | -------------- | ------------ | ------------ | ------------------ | ------------- | ---------- | ---------- | -------------- | -------------- | ---- |
| Mixed                              |                |              |              |                    |               |            |            |                |                |      |
| Caitlin McFarlane Auguste Aulnette | Teamwettbewerb | Kanada       | 4:0          | Vereinigte Staaten | 2*:2          | Finnland   | 1:3        | Österreich     | 2:2*           | 4    |

### Skibergsteigen
| Athleten                                                      | Wettbewerbe | Qualifikation | Qualifikation | Viertelfinale | Viertelfinale | Halbfinale    | Halbfinale    | Finale        | Finale        | Rang   |
| Athleten                                                      | Wettbewerbe | Zeit          | Rang          | Zeit          | Rang          | Zeit          | Rang          | Zeit          | Rang          | Rang   |
| ------------------------------------------------------------- | ----------- | ------------- | ------------- | ------------- | ------------- | ------------- | ------------- | ------------- | ------------- | ------ |
| Jungen                                                        |             |               |               |               |               |               |               |               |               |        |
| Anselme Damevin                                               | Einzel      | –             | –             | –             | –             | –             | –             | 52:23,10 min  | 10            | 10     |
| Anselme Damevin                                               | Sprint      | 3:05,86 min   | 12            | 2:56,71 min   | 4             | ausgeschieden | ausgeschieden | ausgeschieden | ausgeschieden | 14     |
| Bazil Ducouret                                                | Einzel      | –             | –             | –             | –             | –             | –             | 54:03,20 min  | 13            | 13     |
| Bazil Ducouret                                                | Sprint      | 2:49,37 min   | 2             | 2:48,85 min   | 1             | 2:48,11 min   | 5             | ausgeschieden | ausgeschieden | 10     |
| Mädchen                                                       |             |               |               |               |               |               |               |               |               |        |
| Victoire Berger                                               | Einzel      | –             | –             | –             | –             | –             | –             | 1:05:29,14 h  | 8             | 8      |
| Victoire Berger                                               | Sprint      | 3:45,26 min   | 6             | 3:36,55 min   | 3             | 3:35,75 min   | 5             | ausgeschieden | ausgeschieden | 9      |
| Margot Ravinel                                                | Einzel      | –             | –             | –             | –             | –             | –             | 1:00:28,95 h  | 3             | Bronze |
| Margot Ravinel                                                | Sprint      | 3:38,95 min   | 4             | 3:27,96 min   | 2             | 3:20,91 min   | 3             | 3:25,85 min   | 3             | Bronze |
| Mixed                                                         |             |               |               |               |               |               |               |               |               |        |
| Victoire Berger Bazil Ducouret Margot Ravinel Anselme Damevin | Staffel     | –             | –             | –             | –             | –             | –             | 37:11 min     | 2             | Silber |

### Skilanglauf
| Athleten         | Wettbewerbe     | Qualifikation | Qualifikation | Viertelfinale | Viertelfinale | Halbfinale    | Halbfinale    | Finale        | Finale        | Rang |
| Athleten         | Wettbewerbe     | Zeit          | Rang          | Zeit          | Rang          | Zeit          | Rang          | Zeit          | Rang          | Rang |
| ---------------- | --------------- | ------------- | ------------- | ------------- | ------------- | ------------- | ------------- | ------------- | ------------- | ---- |
| Jungen           |                 |               |               |               |               |               |               |               |               |      |
| Simon Chappaz    | 10 km klassisch | –             | –             | –             | –             | –             | –             | 28:05,4 min   | 11            | 11   |
| Simon Chappaz    | Sprint Freistil | 3:25,66 min   | 26            | 3:32,35 min   | 5             | ausgeschieden | ausgeschieden | ausgeschieden | ausgeschieden | 23   |
| Simon Chappaz    | Langlauf-Cross  | 4:32,13 min   | 21            | –             | –             | 4:32,97 min   | 8             | ausgeschieden | ausgeschieden | 22   |
| Mattéo Correia   | 10 km klassisch | –             | –             | –             | –             | –             | –             | 28:02,5 min   | 10            | 10   |
| Mattéo Correia   | Sprint Freistil | 3:26,01 min   | 27            | 3:26,23 min   | 5             | ausgeschieden | ausgeschieden | ausgeschieden | ausgeschieden | 24   |
| Mattéo Correia   | Langlauf-Cross  | 4:40,13 min   | 39            | –             | –             | ausgeschieden | ausgeschieden | ausgeschieden | ausgeschieden | 39   |
| Luc Primet       | 10 km klassisch | –             | –             | –             | –             | –             | –             | 27:53,7 min   | 9             | 9    |
| Luc Primet       | Sprint Freistil | 3:24,46 min   | 22            | 3:27,35 min   | 3             | ausgeschieden | ausgeschieden | ausgeschieden | ausgeschieden | 15   |
| Luc Primet       | Langlauf-Cross  | 4:33,35 min   | 23            | –             | –             | 4:37,80 min   | 10            | ausgeschieden | ausgeschieden | 29   |
| Mädchen          |                 |               |               |               |               |               |               |               |               |      |
| Zoé Favre-Bonvin | 5 km klassisch  | –             | –             | –             | –             | –             | –             | 16:16,7 min   | 33            | 33   |
| Zoé Favre-Bonvin | Sprint Freistil | 3:07,20 min   | 51            | ausgeschieden | ausgeschieden | ausgeschieden | ausgeschieden | ausgeschieden | ausgeschieden | 51   |
| Zoé Favre-Bonvin | Langlauf-Cross  | 5:37,96 min   | 43            | –             | –             | ausgeschieden | ausgeschieden | ausgeschieden | ausgeschieden | 43   |
| Maëlle Veyre     | 5 km klassisch  | –             | –             | –             | –             | –             | –             | 15:59,2 min   | 31            | 31   |
| Maëlle Veyre     | Sprint Freistil | 2:50,00 min   | 12            | 2:52,57 min   | 3             | ausgeschieden | ausgeschieden | ausgeschieden | ausgeschieden | 14   |
| Maëlle Veyre     | Langlauf-Cross  | 5:07,44 min   | 11            | –             | –             | 5:17,94 min   | 8             | ausgeschieden | ausgeschieden | 22   |
| Julie Pierrel    | 5 km klassisch  | –             | –             | –             | –             | –             | –             | 15:11,6 min   | 13            | 13   |
| Julie Pierrel    | Sprint Freistil | 2:50,29 min   | 13            | 2:55,67 min   | 3             | ausgeschieden | ausgeschieden | ausgeschieden | ausgeschieden | 15   |
| Julie Pierrel    | Langlauf-Cross  | 5:32,68 min   | 38            | –             | –             | ausgeschieden | ausgeschieden | ausgeschieden | ausgeschieden | 38   |

### Skispringen
| Athleten                                                    | Wettbewerb                 | 1. Durchgang | 1. Durchgang | 1. Durchgang | 2. Durchgang | 2. Durchgang | 2. Durchgang | Gesamt | Gesamt |
| Athleten                                                    | Wettbewerb                 | Weite        | Punkte       | Rang         | Weite        | Punkte       | Rang         | Punkte | Rang   |
| ----------------------------------------------------------- | -------------------------- | ------------ | ------------ | ------------ | ------------ | ------------ | ------------ | ------ | ------ |
| Jungen                                                      |                            |              |              |              |              |              |              |        |        |
| Enzo Milesi                                                 | Normalschanze              | 81,0 m       | 102,8        | 15           | 82,0 m       | 102,9        | 16           | 205,7  | 16     |
| Valentin Foubert                                            | Normalschanze              | 83,0 m       | 105,5        | 13           | 84,0 m       | 110,8        | 10           | 216,3  | 10     |
| Mädchen                                                     |                            |              |              |              |              |              |              |        |        |
| Joséphine Pagnier                                           | Normalschanze              | 82,0 m       | 124,2        | 1            | 79,5 m       | 98,6         | 3            | 222,8  | Silber |
| Mixed                                                       |                            |              |              |              |              |              |              |        |        |
| Emma Tréand Marco Heinis Joséphine Pagnier Valentin Foubert | Teamspringen Normalschanze | 319,0 m      | 439,7        | 5            | 312,5 m      | 447,0        | 4            | 886,7  | Bronze |

### Snowboard
| Athleten                                             | Wettbewerbe    | Vorrunde | Viertelfinale | Halbfinale    | Finale        | Rang   |
| Athleten                                             | Wettbewerbe    | Rang     | Rang          | Rang          | Rang          | Rang   |
| ---------------------------------------------------- | -------------- | -------- | ------------- | ------------- | ------------- | ------ |
| Jungen                                               |                |          |               |               |               |        |
| Noa Coutton-Jean                                     | Snowboardcross | 6        | –             | ausgeschieden | ausgeschieden | 12     |
| Quentin Sodogas                                      | Snowboardcross | 1        | –             | 1             | 4             | 4      |
| Mädchen                                              |                |          |               |               |               |        |
| Margaux Herpin                                       | Snowboardcross | 1        | –             | 1             | 2             | Silber |
| Chloé Passerat                                       | Snowboardcross | 6        | –             | ausgeschieden | ausgeschieden | 12     |
| Mixed                                                |                |          |               |               |               |        |
| Margaux Herpin Léa Hudry Quentin Sodogas Tom Barnoin | Snowboardcross | –        | 3             | ausgeschieden | ausgeschieden | 10     |